# Asterope pechueli
Asterope pechueli är en fjärilsart som beskrevs av Herman Dewitz 1879. Asterope pechueli ingår i släktet Asterope och familjen praktfjärilar. Inga underarter finns listade i Catalogue of Life.